# Luiz Carlos Bassuma
Luiz Carlos Bassuma (Curitiba, 8 de agosto de 1956) é um engenheiro de petróleo e político brasileiro. Foi deputado federal pelo estado da Bahia tendo se destacado pelo combate ao aborto. Defendia que o aborto deveria ser considerado crime hediondo, proibido em todos os casos.

## Biografia
Tendo chegado à Bahia em 1978 para ingressar na Petrobras, foi o primeiro profissional de nível superior a ser eleito presidente do Sindicato dos Petroleiros da Bahia quando esta posição era destinada a técnicos. Foi o responsável pela implantação dos programas ambientalistas da Petrobras na Bahia. Em 1996, candidatou-se pela primeira vez a um cargo eletivo e foi eleito vereador da cidade de Salvador pelo Partido dos Trabalhadores, com 4 550 votos. Em 1998, elegeu-se deputado estadual com 15 897 votos. Em 2002, elegeu-se deputado federal com 75 600 votos, reeleito em 2006, ainda pelo PT, com 65 714 votos.
Foi casado com Rose Marie Bassuma, com a qual teve três filhos. Rose pediu o divórcio em 2013 e em 29 de março de 2014 ele se casou com Ayla, e com ela adotou uma filha, batizada de Maria.

### Psicofonia em sessão solene da Câmara dos Deputados
Em sessão solene na Câmara dos Deputados para comemoração do bicentenário de nascimento de Allan Kardec, codificador da Doutrina Espírita, Bassuma presidia a mesa e ao encerrá-la fez uma prece. Durante a prece, ocorreu com ele o fenômeno mediúnico da psicofonia (evento de comunicação espiritual oral), sendo que o espírito comunicador não se identificou naquele momento e especulações cogitaram ser Bezerra de Menezes ou Chico Xavier em razão da entonação feita na metade final da prece.

### Polêmica do aborto e saída do PT
Adepto da Doutrina Espírita, o deputado gerou polêmica ao se posicionar de maneira contrária à legalização do aborto no país, chegando a propor a criação da chamada "CPI do aborto" para investigar a prática clandestina. Sua posição ia em desacordo com a do partido, que havia decidido, no seu 3.º Congresso, realizado em 2007, apoiar a descriminalização do aborto. Diante disso o grupo "Expressão Feminista", do PT da Bahia, pediu sua expulsão em carta à direção nacional da legenda.
Em 17 de setembro de 2009, foi tomada a decisão de suspender suas atividades partidárias pelo período de um ano. Assim ele perderia o direito de participar na elaboração e na aplicação da política partidária, de votar e de ser votado em quaisquer instâncias partidárias, inclusive no âmbito da Bancada Federal, além de perder seu posto na Comissão de Seguridade Social e da Família na Câmara dos Deputados. Foi aprovada ainda uma resolução que recomendava ao deputado retirar os projetos de Lei de sua autoria que contrariassem a resolução do 3.º Congresso.
Bassuma ingressou contra o partido no Supremo Tribunal Federal, com base no inciso 8 do artigo 5.º da Constituição, que garante que ninguém pode ser privado de direitos por convicções filosóficas, religiosas ou políticas. Ao mesmo tempo, decidiu se desfiliar do PT e se filiou ao PV da ex-senadora petista Marina Silva.

### Candidatura ao Governo do Estado da Bahia em 2010
Nas eleições para governador da Bahia de 2010, Luiz Bassuma foi o representante do Partido Verde, tendo como vice a médica veterinária Lilia Amorim. Alcançou a quarta posição no pleito, com 253 523 votos (3,95% dos votos válidos) em todo o estado. Nesse ano, reelegeu-se Jaques Wagner do PT.

### Candidatura à Vice-Prefeitura de Salvador nas Eleições de 2016
Foi candidato a vice-prefeito ao lado de Pastor Sargento Isidório nas eleição municipal de Salvador em 2016, época em que estava filiado ao PROS.

## Histórico de legendas
Eleito deputado federal pelo estado da Bahia pelo Partido dos Trabalhadores (PT) e depois, filiado ao Partido Verde (PV), foi candidato ao governo baiano nas eleições de 2010. Além do PT (de 1995 a 2009) e PV (de 2009 a 2011), também já foi filiado ao Partido do Movimento Democrático Brasileiro (PMDB) para a eleição de 2012, Partido Ecológico Nacional (PEN), no qual entrou em 2013, e Partido Republicano da Ordem Social (PROS), mas encontra-se filiado ao Avante (antigo PTdoB) desde notícias de 2017.

## Teatro
A partir do ano de 2008, Bassuma estreou no teatro com o espetáculo Os Pacifistas, escrito por ele próprio, e que traz um tributo aos grandes pacifistas da humanidade, como Chico Mendes, Martin Luther King, Mahatma Gandhi, Sócrates e Jesus Cristo.